# Сервиз с зелёной лягушкой

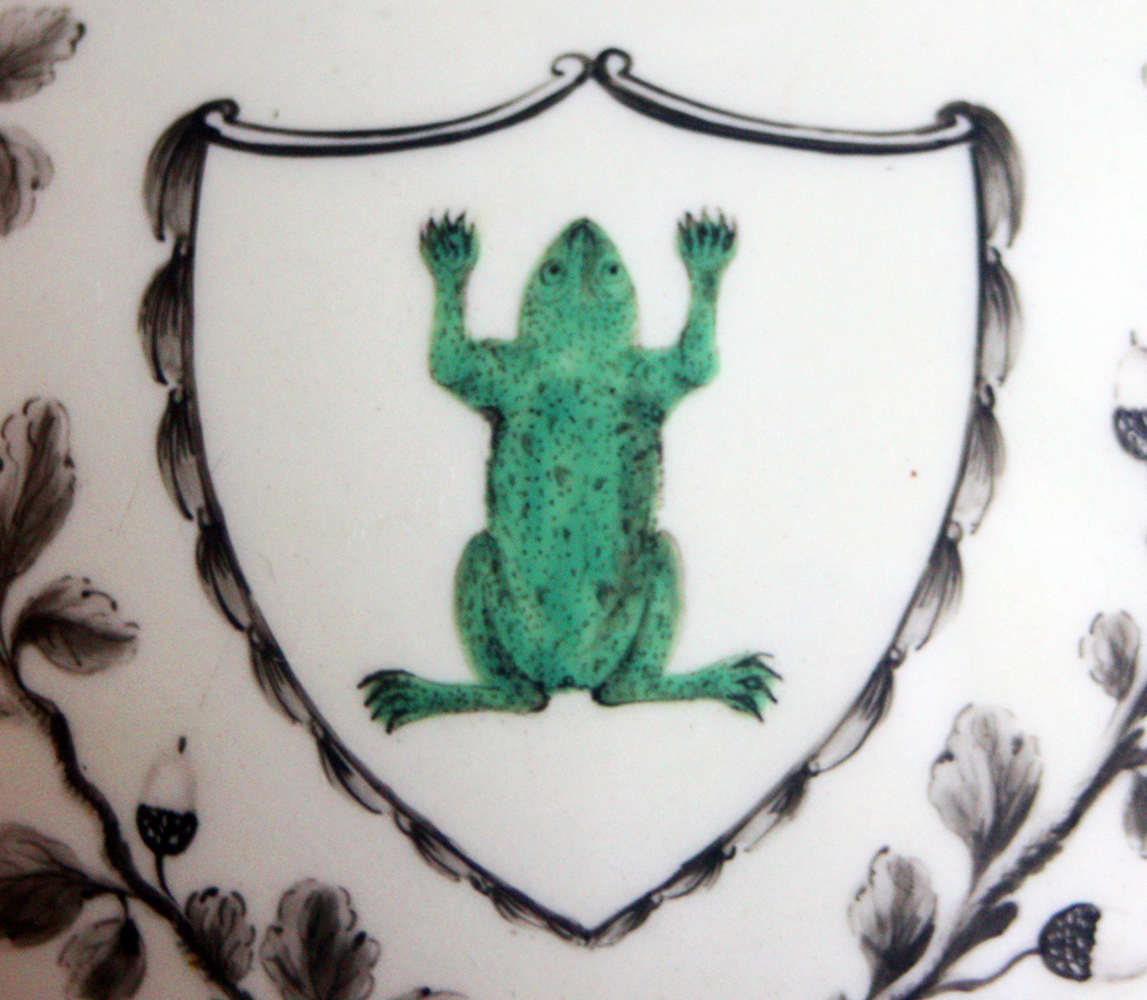
Зеленая лягушка внутри гербового щита была изображена на каждом предмете.

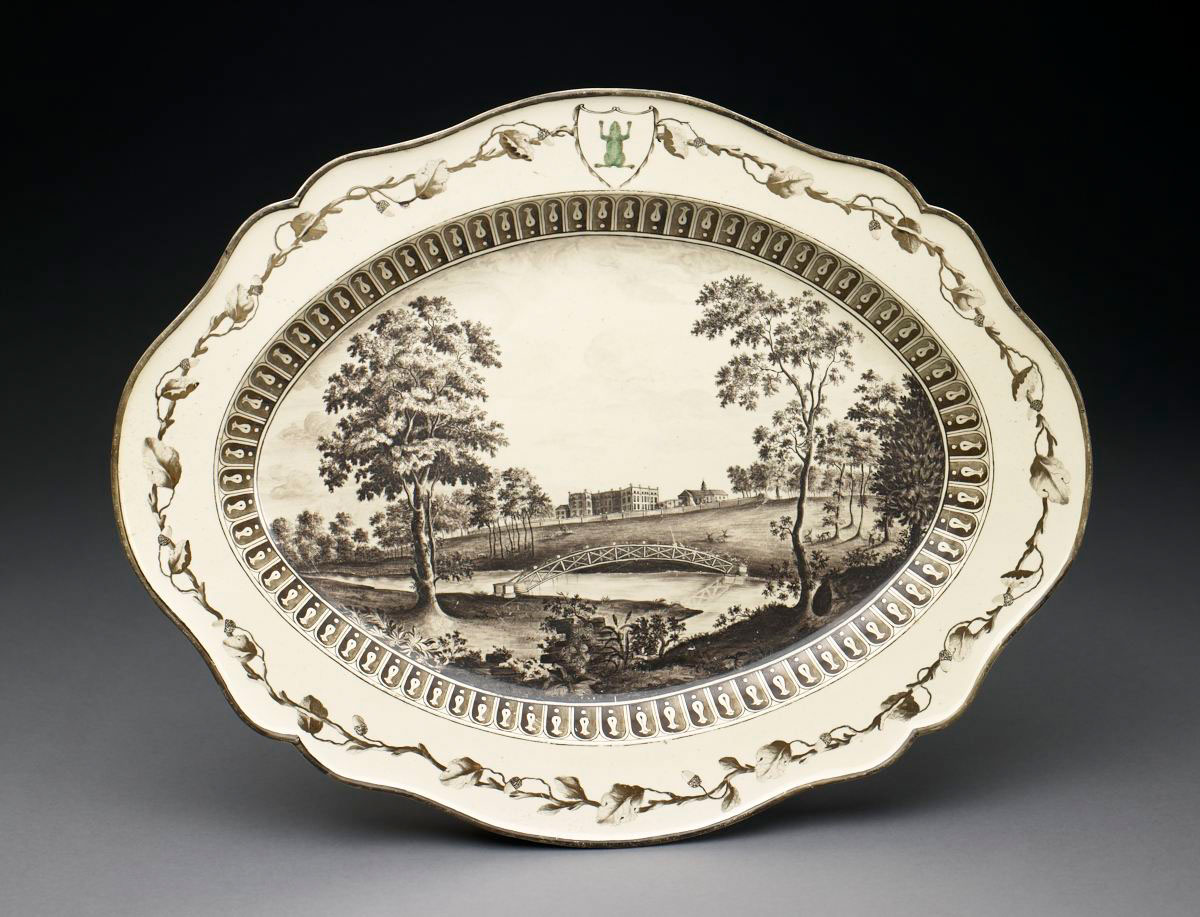
Сервировочная тарелка с изображением поместья Дитчли-парк, Оксфордшир, Художественный музей Бирмингема.

Сервиз с зелёной лягушкой (англ. The Green Frog Service) — комбинированный столовый и чайный сервиз на 50 персон, созданный на английском фаянсовом заводе «Веджвуд» (англ. Wedgwood) под руководством основателя завода Джозайи Веджвуда по заказу русской императрицы Екатерины II.
Сервиз был создан в 1774 году и включал в себя 944 предмета: 680 для обеденной передачи и 264 для десертной. На каждом предмете сервиза были размещены скопированные с гравюр пейзажи и городские виды Британии (на некоторых крупных предметах — по несколько), которые ни разу не повторялись, всего — 1222 уникальных изображения. Однако главной особенностью сервиза было изображение зелёной лягушки в гербовом щите, украшавшее каждый из 900 предметов сервиза.

## История создания

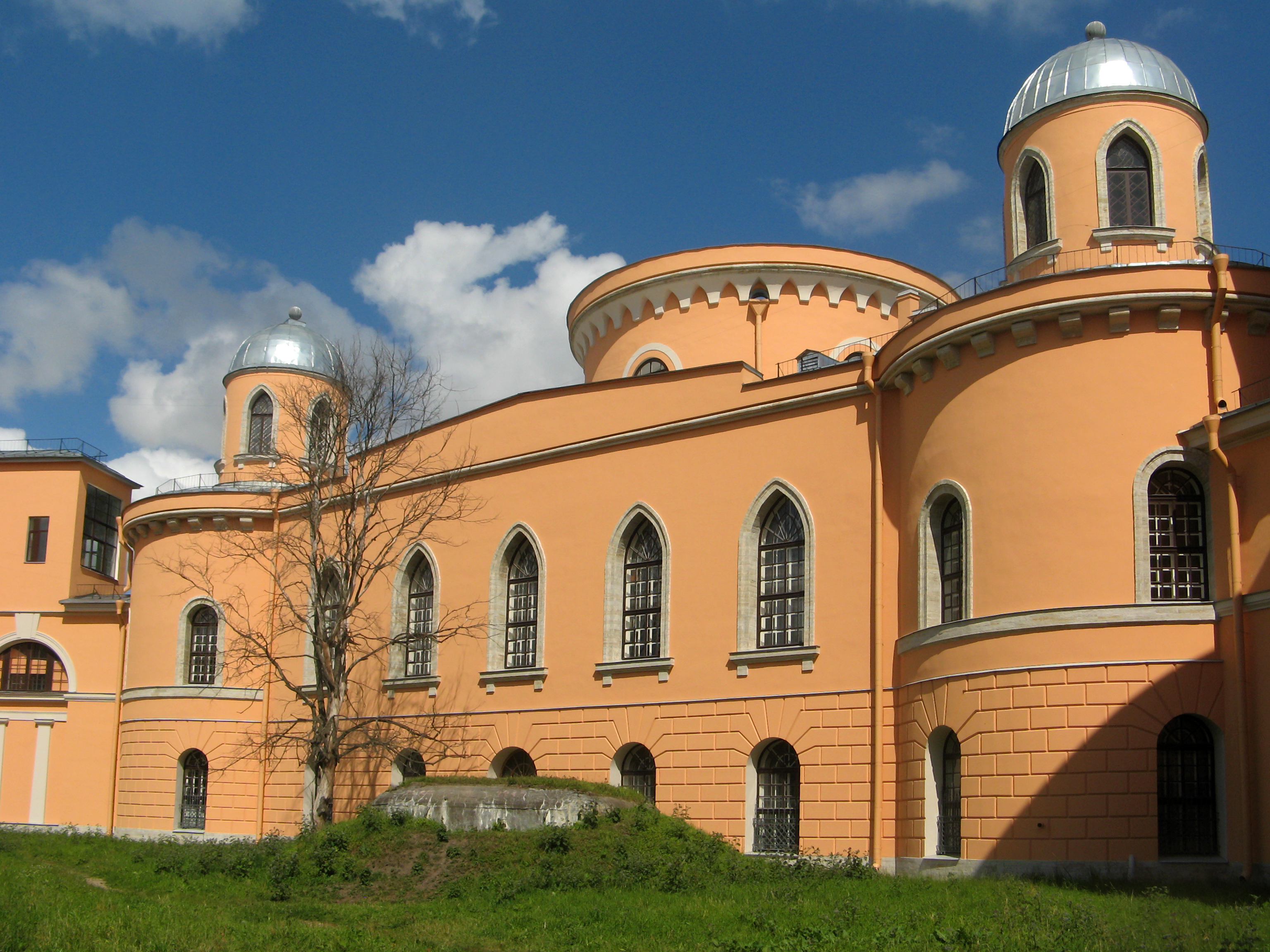
Чесменский дворец (первоначально — «Лягушачий»). Наши дни.

В 1770 году по приказу Екатерины Великой в окрестностях Петербурга был заложен очередной загородный дворец. Местность, выбранная для строительства дворца, носила финское название «Кекерикексинен» («Лягушачье болото»). Забавное название местности понравилось императрице, и она повелела возвести там Кекерикексинский (Лягушачий) дворец. Только десять лет спустя дворец был торжественно переименован в Чесменский, в честь десятилетия знаменитой морской победы, и именно такое название носит поныне. Первоначально же не существовало никакой прямой связи между Чесменским сражением, строительством дворца и заказом сервиза, поэтому военно-морская тема в декоре сервиза никак не отражена.
Строительство дворца было поручено архитектору Ю. М. Фельтену, русскому немцу, уроженцу Санкт-Петербурга. Предложенный им проект дворца учитывал интерес августейшей заказчицы к архитектурному стилю неоготика. Рядом с Чесменским (первоначально Лягушачьим) дворцом была построена Чесменская церковь — выдающийся памятник неоготики, а парк дворца был украшен специально выстроенными готическими руинами. Возможно, именно неоготическая архитектура дворцового комплекса, навеянная, в том числе, английскими мотивами, натолкнула Екатерину на мысль заказать парадный сервиз для Чесменского дворца в Англии у ведущего керамиста этой страны, а не в саксонском Мейсене, не во Франции, и не на императорском фарфоровом заводе в окрестностях Санкт-Петербурга, как это обычно делалось ранее.

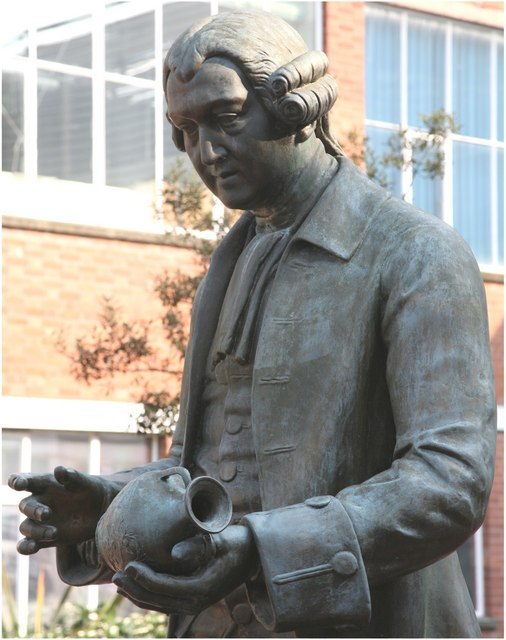
Памятник Дж. Веджвуду в Сток-он-Трент

Впрочем, однажды до этого Екатерина уже заказывала у Веджвуда сервиз на 24 персоны для Петергофа. Новый заказ был передан Веджвуду в 1773 году через русского консула в Лондоне Александра Бакстера. Обязательные требования Екатерины включали в себя виды Англии и пресловутую лягушку. По словам Ллевелинна Джуитта, викторианского биографа Джозайи Веджвуда, тот «очень не хотел портить сервиз этой рептилией» (так в источнике, в действительности лягушки — не рептилии, а земноводные), однако, «ему сказали, что без этого никак нельзя обойтись».

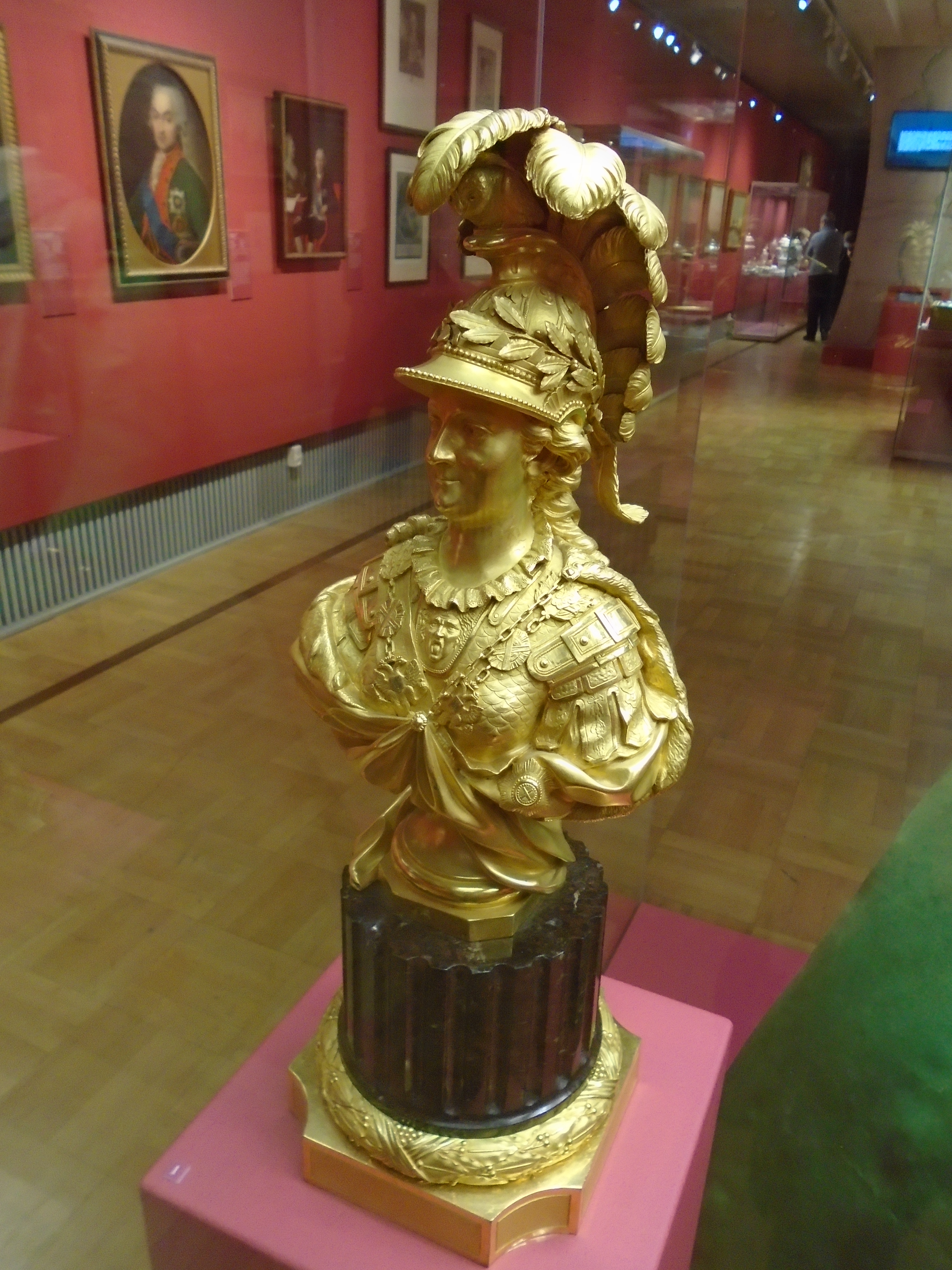
Скульптор Пётр Петрович Ажи. Екатерина Вторая в образе Минервы.

Для создания огромного сервиза понадобилось столь же огромное количество рисунков с видами Англии. Многие из них были взяты из иллюстрированной книги «Древности» Сэмюэля и Натаниэля Баков (1726—1752 гг.) и только что вышедшего первого тома книги «Древности Англии и Уэльса» Фрэнсиса Гроуза. Также использовались работы Томаса Смита из Дерби (виды Озёрного края), Джона Шатлена (виды окрестностей Лондона) и Энтони Дэвиса. Однако всего этого по-прежнему не хватало, поэтому Веджвуду пришлось нанять нескольких художников для создания недостающих пейзажей.
Интересно, что на многих пейзажах были изображены дворцы и парки постоянных клиентов Веджвуда из числа британских аристократов, которым, несомненно, нравилась мысль о том, что русский двор увидит их дома и их сады. Собственный дом Веджвуда, Этрурия-холл, был изображен на сервировочном блюде.
Все пейзажи и другие изображения, размещённые на сервизе (кроме лягушки), были выполнены монохромной сепией. Несмотря на огромный размер сервиза и его полностью ручное исполнение, Веджвуду удалось добиться впечатляющего стилистического единообразия, тем более удивительного, что сами изображения на нём не повторяются.
Болванки для сервиза были изготовлены и покрыты глазурью на заводе Веджвуда в Сток-он-Тренте. Затем они были доставлены в мастерскую, также принадлежавшую Веджвуду, в лондонском Челси, где их расписали и слегка обожгли вторично, чтобы лёгким обжигом закрепить надглазурный декор. Непосредственно в росписи сервиза принимали участие более 30 художников.

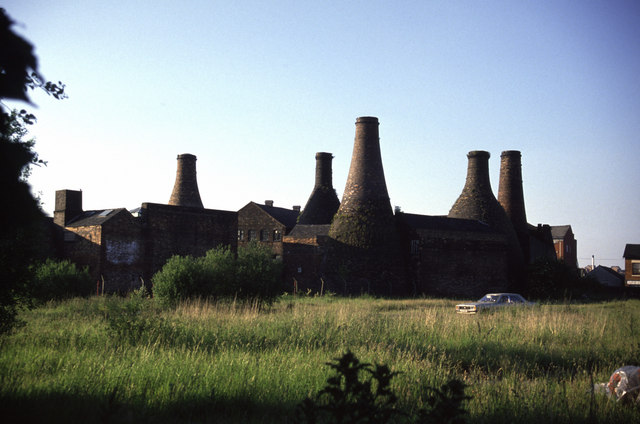
Здание исторического завода Веджвуда в Сток-он-Тренте (ныне — музей), где был произведён Лягушачий сервиз. Трубообразные конструкции представляют собой доменные печи для обжига изделий.

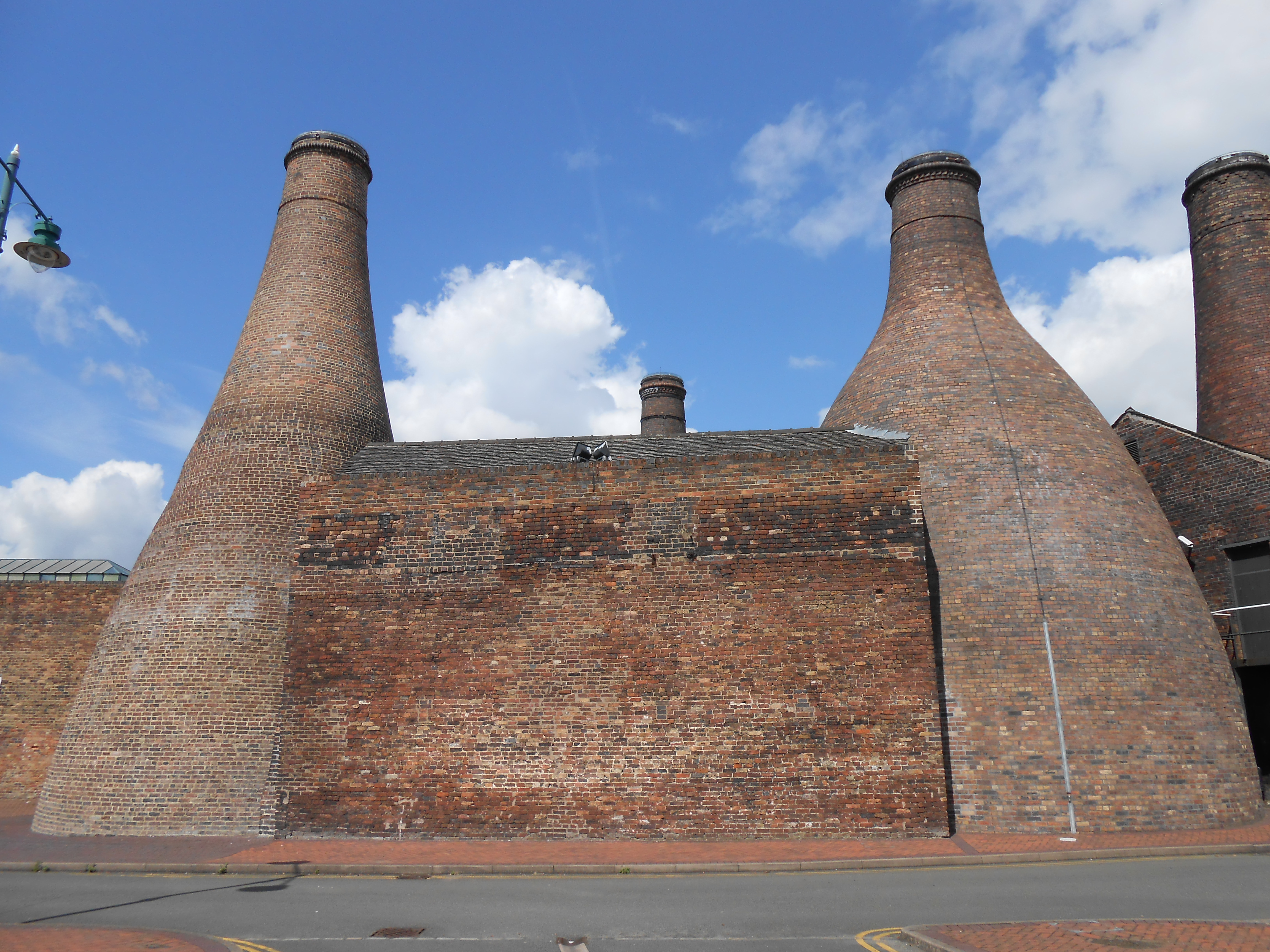
Здание исторического завода Веджвуда в Сток-он-Тренте (ныне — музей), крупный план.

Перед отправкой в Россию сервиз был выставлен на всеобщее обозрение в выставочных помещениях в центре Лондона, причём с желающих его увидеть взымалась плата. Согласно воспоминаниям одного из посетителей, понадобилось пять залов, чтобы разместить все предметы сервиза на многих столах. На нижней стороне каждого предмета сервиза был размещён индивидуальный номер. К сервизу прилагался каталог, где можно было узнать, какой пейзаж изображён под каким номером. Экземпляр этого каталога был вместе с сервизом отправлен императрице.
Заранее согласованная цена сервиза составляла 2290 фунтов стерлингов. Расходы Веджвуда на его создание оказались очень высокими, и составили 2 612 фунтов стерлингов, тогда как из обещанных денег он получил по каким-то причинам (возможно, из-за задержки в исполнении заказа) только около 2 700 фунтов (в пересчёте на русские деньги того времени, 16 406 рублей). Таким образом, чистая прибыль Веджвуда составила менее сотни фунтов. И хотя фунт стерлингов (как и рубль) стоил в те времена во много раз дороже, чем в наши дни, это было несомненно очень мало за исполнение подобного заказа. Однако репутационная ценность заказа была для фирмы огромной. За созданием сервиза следила едва ли не вся британская аристократия того периода, так как изображения их дворцов и парков нередко размещались на нём с их согласия, так что известность и популярность компании Веджвуда благодаря этому значительно возросла.
Тем не менее, сервиз с зелёной лягушкой, хотя и был своего рода «рекламным триумфом», в то же время представлял собой не только наивысшую точку в развитии британской керамики, но и некоторый коммерческий тупик. В дальнейшем Веджвуд пытался сохранить большую и квалифицированную команду художников, которую он собрал для работы над сервизом, для того, чтоб задействовать их в следующих своих «проектах», но обнаружил, что прибыль, которую он мог получить даже за самые прекрасные изделия, едва покрывала расходы на их создание. В результате Веджвуд вынужден был перейти от ручной росписи к так называемой трафаретной печати, когда одно и то же изображение наносилось на многие предметы едва ли не «конвейерным» способом, и практически отказаться от ручной росписи крупных сервизов.
Некоторые предметы, предназначенные для включения в состав сервиза, Веджвуд оставил у себя по различным причинам, возможно, из-за того, что виды на них были сочтены недостаточно интересными. Эти предметы он перед отправкой приказал продублировать или же заменить.

## Судьба сервиза в России
Строительство и отделка Чесменского дворца были окончательно закончены только к 1780 году, хотя сервиз для него был готов и доставлен в Россию шестью годами ранее, однако, и в дальнейшем Екатерина Великая мало пользовалась как сервизом, так и дворцом. Тем не менее, известно, что в 1795 году она принимала в Чесменском дворце британского посла, Джеймса Харриса, 1-го графа Малмсбери, которому был продемонстрирован и сервиз.
На сегодняшний день сохранившаяся часть сервиза, в составе которой около 770 предметов, хранится в Государственном Эрмитаже. Кроме того, из числа предметов, которые были забракованы Веджвудом, несколько хранятся в музее при фабрике Веджвуд, а остальные были проданы коллекционерам. В 1995 году, вскоре после Перестройки, более 300 предметов из сервиза были временно присланы Эрмитажем на выставку в музей Виктории и Альберта в Лондоне. В том же году в Лондоне были изданы монография о сервизе и его полный каталог Эти культурные события возродили интерес англичан к сервизу, и в 1995 году фабрика Веджвуд начала производить репродукции сервиза (вероятно, не полные).
Цены на предметы из подлинного сервиза достаточно высоки. Так, в 2009 году одна сервировочная тарелка, из числа забракованных Веджвудом при отправке, была продана на аукционе за 46 000 долларов США; несколько раньше две десертные тарелки того же происхождения были проданы за 17 000 долларов.

## Галерея

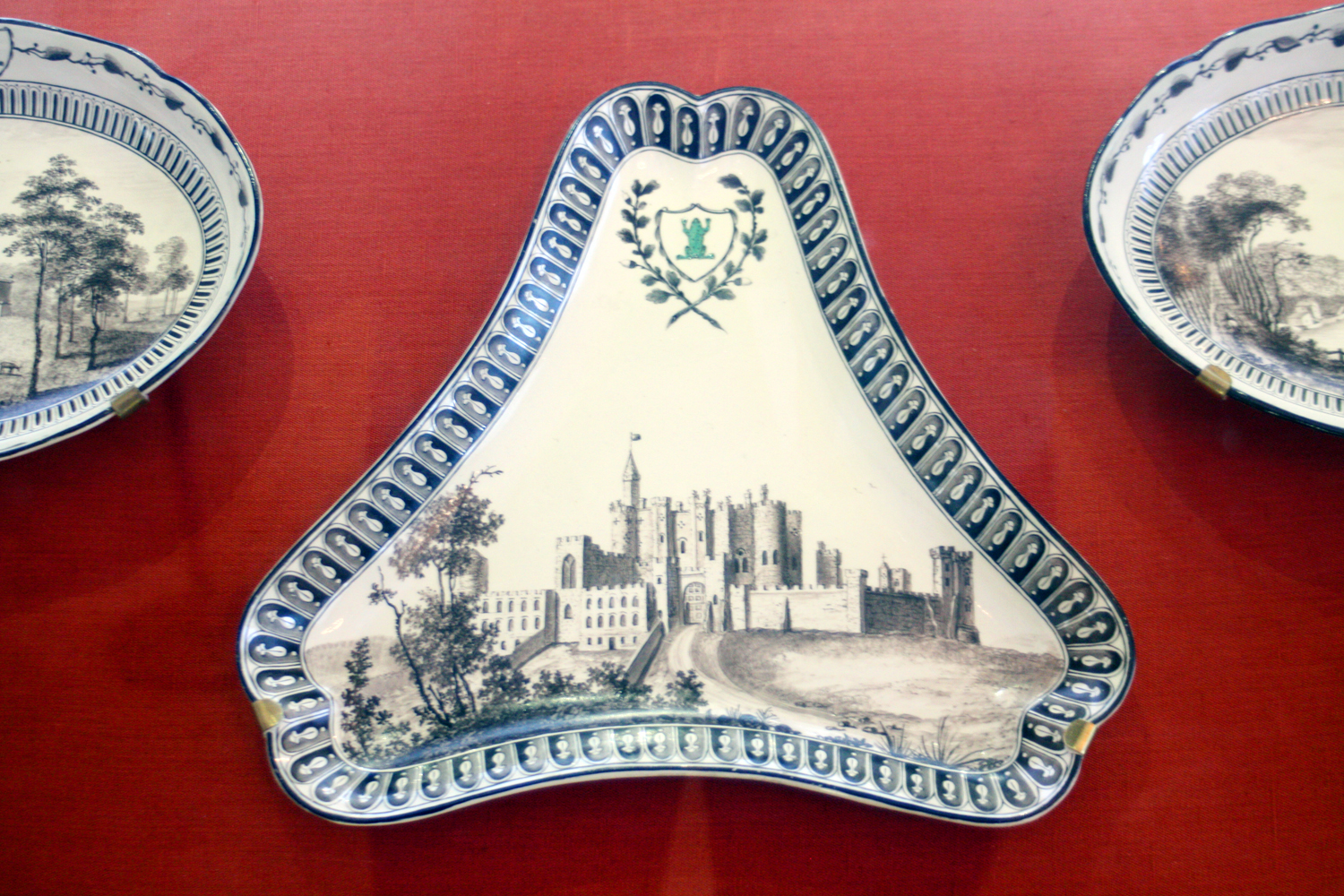
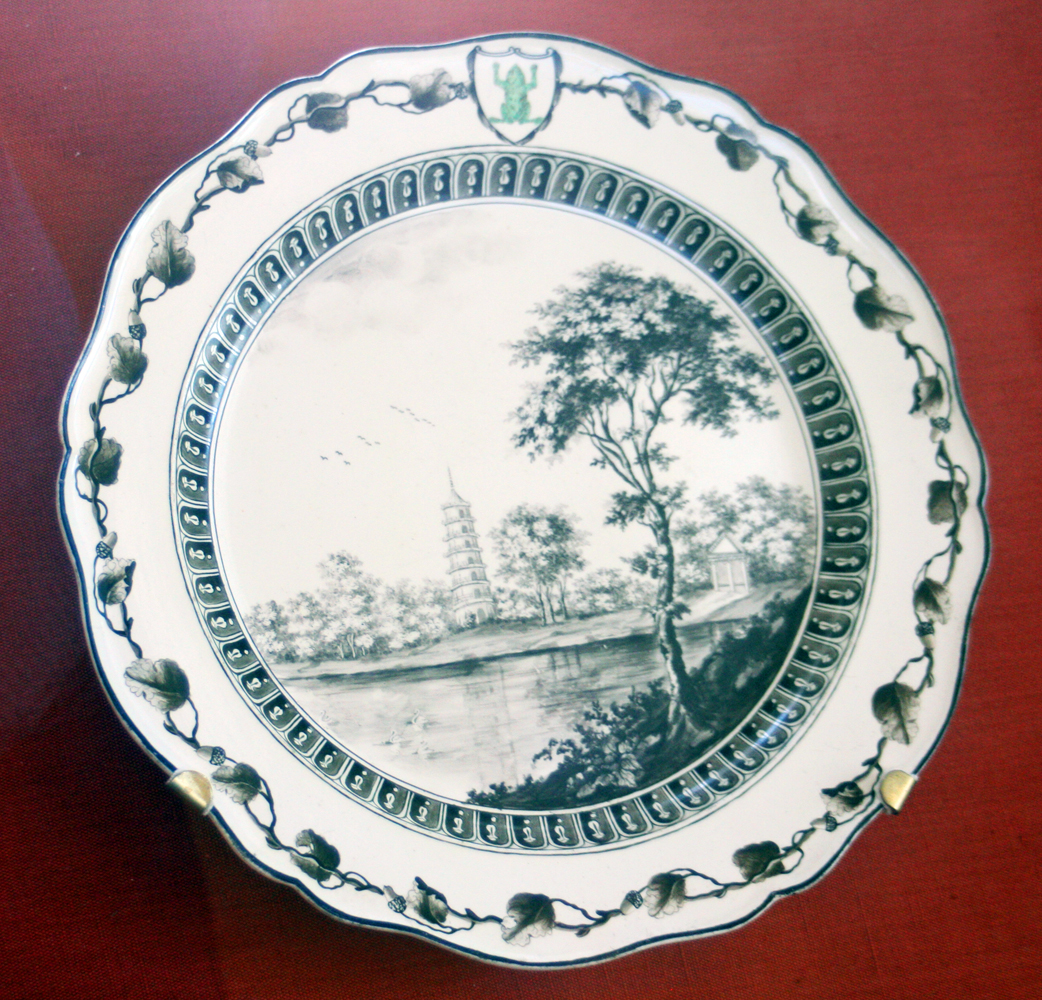
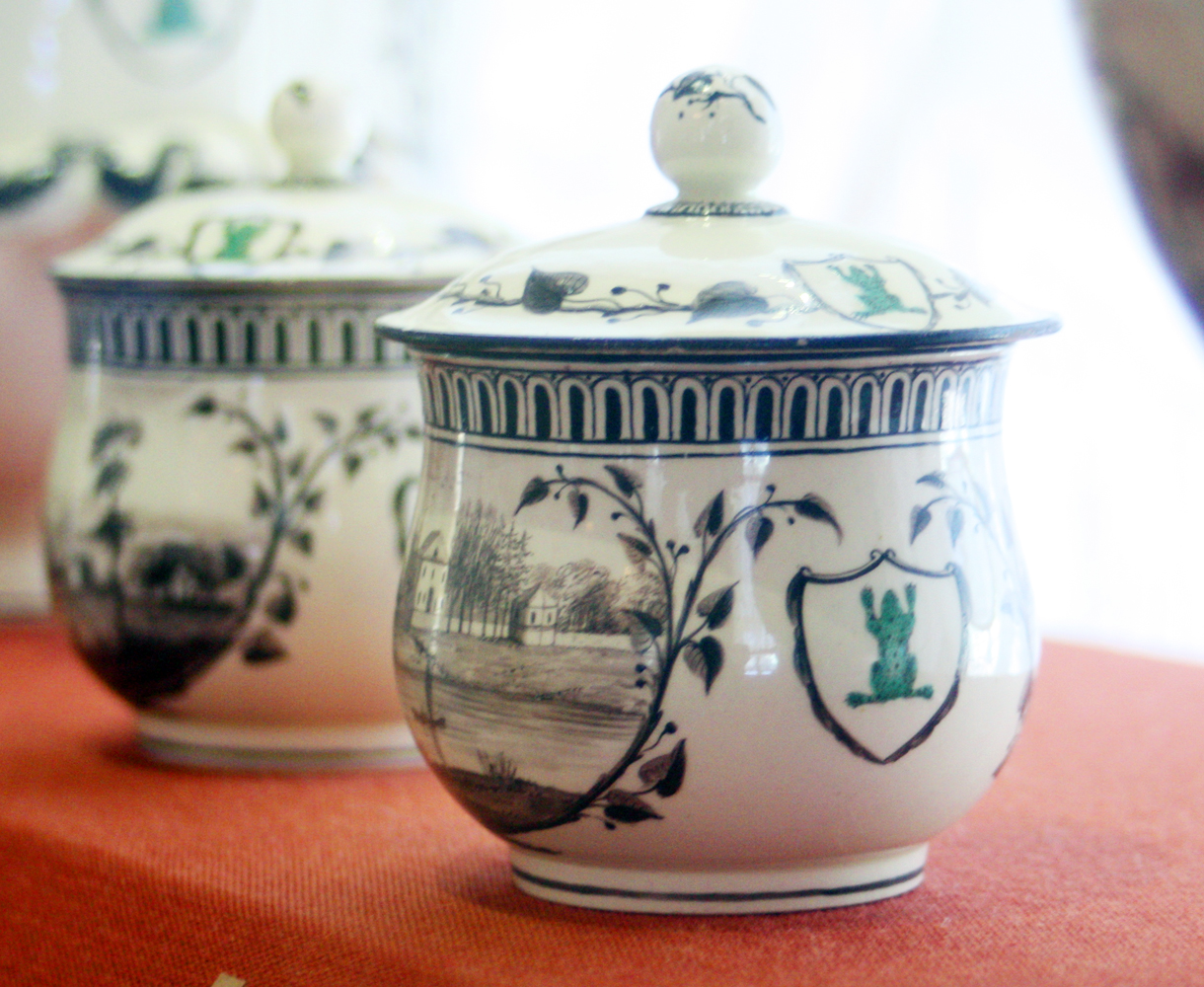
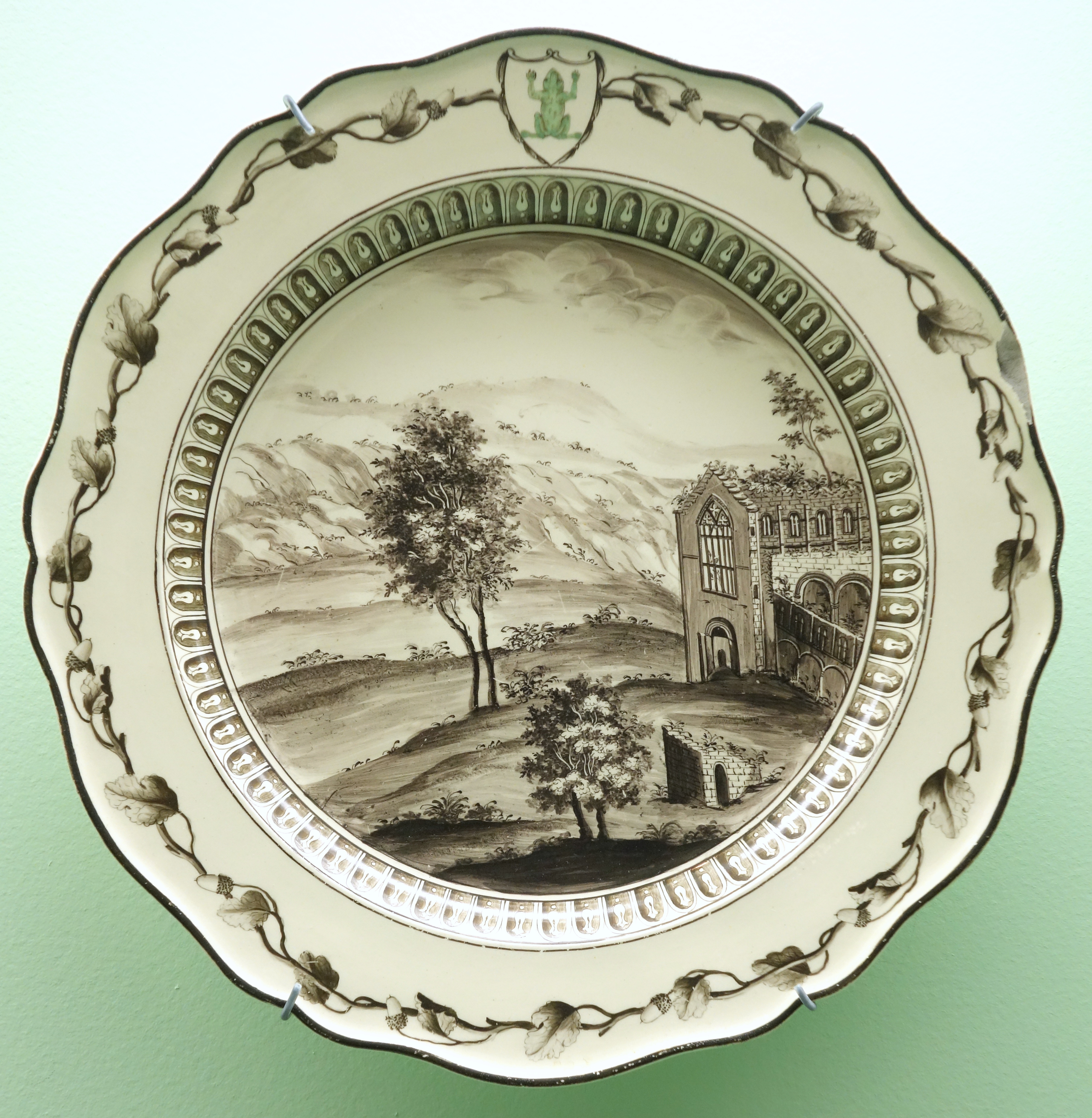

## Изобразительные источники
- Сервиз с зеленой лягушкой = The Green Frog Service: [Комплект открыток] / Государственный Эрмитаж; Авт.-сост. Л. Воронихина; Худож. Н. Ширяев; Фотограф Л. Богданов; Ред. В. Гусева; Худож. ред. И. Фаррахов. - Ленинград : Аврора, 1984. - 16 откр. в обл.; 15 x 10,8 см.
- Керамика Веджвуда в Эрмитаже = Wedgwood ware in the Hermitage museum : [Комплект открыток] / Сост. К. Бутлер; Фотограф В. Прийменко; Худож. Е. Киселев; Ред. Н. Василевская; Худож. ред. И. Птахова. - Ленинград : Аврора, 1972. - 16 откр., 1 л. текста (слож. вдвое) в обл.; 14 x 9,2 см.